# 溝口勇児
溝口 勇児（みぞぐち ゆうじ、1984年11月23日 - ）は、日本の起業家、投資家、実業家。WEIN GROUP、BACKSTAGE、REAL VALUEおよびNoBorderで代表取締役社長（CEO）を務め、BreakingDownではCOOを務める。東京都出身。

## 略歴
東京都足立区に生まれる。自身が3歳のころに両親が離婚し、父が借金を残して失踪したのちに自殺する。母子家庭で育つも、家が自己破産するほど貧しく、小学生時に新聞配達、中学生時には運送業、高校生時には複数のアルバイトを掛け持ちして働き、自ら学費を稼いで高校に通っていた。住み込みで働く母に連れられて、17歳までに10回ほど転居する。
スポーツや身体能力に自信があったことから、高校在校時（17歳）にフィットネスクラブのパーソナルトレーナーとして働くようになり、プロ野球選手やプロバスケットボール選手、芸能人など、延べ数百人を担当した。同フィットネスクラブの経営悪化を受けて24歳で支配人を任される。
フィットネスクラブでの経験を生かして、2012年の4月11日にフィットネス、ヘルスケア関連の会社「FiNC」を創業し、代表取締役社長（CEO）に就任。FiNCでは、アプリのダウンロードが累計約1000万を突破。2014年の夏ごろにベンチャーキャピタルを利用した経営に方針を変える。その後、会社の経営陣との方針の違いから2020年3月にFiNCを退任する。
2020年5月、本田圭佑、高岡浩三とともに「ウェルビーイングの社会を作る」を目的としたファンド、WEIN GROUPを設立。同年12月1日に経営陣からパワハラ、不正な資金の使途などを問題として、代表退任要求を突きつけられる。

### BreakingDown COO就任以降
2021年にエンターテインメントテック企業の「BACKSTAGE」を創業し、2021年後半から共同経営者としてBreakingDownに参画。BreakingDownでは運営統括を経てCOO兼国内事業代表に就任。2023年からは選手として出場する機会もあり、「BreakingDown8」で空手全日本チャンピオンの経歴を持つ土屋悠太に勝利、「BreakingDown10」で超10人ニキ神にKO勝利、「BreakingDown13」で溝口のアンチとしてオーディションに登場したしょーやにKO勝利、「BreakingDown14」および「16」でSATORUに勝利した。
2023年末に朝倉未来とともに映画製作プロジェクト「YOKAE FILM」を立ち上げ、2025年1月31日に公開された映画『BLUE FIGHT 〜蒼き若者たちのブレイキングダウン〜』を製作。
2024年7月に経営エンターテイメント番組『REAL VALUE』の制作会社REAL VALUEを設立し、同番組を同年12月より配信。
2025年6月30日にXで同年7月8日にプロジェクト『NoBorder』を開始することを発表し、YouTube番組として配信することを発表。同プロジェクトについて、Xで以下のように投稿した。
7月1日には上杉隆の報道会社であるNoBorderをM＆Aで取得し、同社のCEOに就任。7月8日にNoBorderのYouTubeチャンネルを開設。7月20日には動画がすべて削除された上で、チャンネルも削除されたことを報告。これを受けて「とりあえずYoutubeの窓口や、偉い人にも抗議しまくります」とXに投稿。

## 戦績

### アマチュアキックボクシング
| キックボクシング 戦績 | キックボクシング 戦績 | キックボクシング 戦績 | キックボクシング 戦績 | キックボクシング 戦績 | キックボクシング 戦績 | キックボクシング 戦績 |
| --------------------- | --------------------- | --------------------- | --------------------- | --------------------- | --------------------- | --------------------- |
| 5 試合                | (T)KO                 | 判定                  | その他                | 引き分け              | 無効試合              |                       |
| 5 勝                  | 3                     | 1                     | 0                     | 0                     | 0                     |                       |
| 0 敗                  | 0                     | 0                     | 0                     | 0                     | 0                     |                       |

| 勝敗 | 対戦相手     | 試合結果                     | 大会名         | 開催年月日     |
| ○    | SATORU       | 1分1R終了 判定4-1            | BreakingDown16 | 2025年7月13日  |
| ○    | SATORU       | 1R 0:59 KO（左ストレート）   | BreakingDown14 | 2024年12月8日  |
| ○    | しょーや     | 1R 0:16 KO（右フック）       | BreakingDown13 | 2024年9月1日   |
| ○    | 超10人ニキ神 | 1R 0:41 KO（顔面への膝蹴り） | BreakingDown10 | 2023年11月23日 |
| ○    | 土屋悠太     | 1分1R終了 判定5-0            | BreakingDown8  | 2023年5月21日  |

## 受賞
- 日経ビジネス「若手社長が選ぶベスト社長」[27]
- WIRED Audi INNOVATION AWARD 2018 (2018年)[28]
- BreakingDown Award 2024「年間最高試合賞 (vs. SATORU「BreakingDown14」)」（2024年）[29]

### FiNC
- Googleplay ベストオブ2018自己改善部門 大賞受賞[30]

## 書籍

### 単著
- 持たざる者の逆襲 まだ何者でもない君へ (2023年12月20日、幻冬舎、ISBN 9784344042056)

### 掲載
- 起業家のように考える。-ゼロからはじめるビジネス成功の方程式/田原 総一朗 (著)
- スタートアップ列伝 ニッポンの明日を拓く30人/日経コンピュータ (編集)